# Ceratium arcuatum
Ceratium arcuatum is een soort in de taxonomische indeling van de Myzozoa, een stam van microscopische parasitaire dieren. Het organisme komt uit het geslacht Ceratium en behoort tot de familie Ceratiaceae. Ceratium arcuatum werd in 1920 ontdekt door Jorgensen.